# Observatorio Jarnac
El observatorio astronómico Jarnac es un observatorio astronómico que se encuentra en Vail, Arizona, cerca del centro de la ciudad de Tucson. Este observatorio astronómico fue creado por el astrónomo David Levy, uno de los mayores descubridores de cometas de la historia. 
En este observatorio David H. Levy tiene su propia colección de telescopios de todo tipo. En el observatorio Jarnac el mismo David H Levy descubrió algunos cometas.
Dado que es un observatorio privado no podemos tener mucha información más sobre el observatorio. Aun así algunos afortunados astrónomos han tenido la oportunidad de hacer un Tour guiado por el mismo David H. Levy y su esposa.